# 曾成杰案
曾成杰案，或曾成杰等集资诈骗、非法吸收公众存款、职务侵占一案，指原湖南三馆房地产开发集团有限公司总裁、湘西州政协委员曾成杰等“三馆公司”相关自然人（检察院和法院认为此案非单位犯罪）分别因涉嫌集资诈骗、非法吸收公众存款、职务侵占等罪名于2008年被拘留、逮捕，2010年一审判决，2011年二审判决，该案主犯曾成杰于2013年被核准死刑并槍決的一宗非法集资刑事案件。
曾成杰案是湘西非法集资系列案件中的一件。曾成杰被官方称为“湘西非法集资案主犯”，是其中唯一被判处死刑者。2013年7月12日，在代理律师未接收死刑复核裁定书，法院未通知家属、未安排刑前与家属会见的情况下，曾成杰于长沙被执行死刑。

## 曾成杰先前主要经历
曾成杰（1958年11月1日—2013年7月12日），曾用姓名曾維亮，出生于中華人民共和國湖南省邵阳专区（今邵陽市）新邵縣，长期在湖南省从事建筑工程承包和房地产开发。涉嫌非法吸收公众存款罪被拘捕时系湖南三馆房地产开发集团有限公司（原湘西吉首三馆房地产联合开发有限公司、湖南三馆房地产开发有限公司）总裁、湘西州政协委员。

### 村级信用社贷款、县级政府工程发迹
1983年，曾维亮的父亲出面替他从家乡生产大队信用社贷款2万元，曾及其合伙人得以承包贵州省施秉县人民法院办公楼加层改造项目；至1985年，在贵州省施秉县和黄平县完成约10个工程项目，客户包括法院、公安、税务、教委等多个政府机构。

### 创业初期两陷看守所
1985年初，曾维亮自立工程队不到2个月，疑似被其原合伙人举报“贪污公款”，抓进县看守所“收容审查”3个月后，检察院经审计后得出结论“经清查曾维亮经手的贵州工程项目，开支大于收入，没有发现其有贪污行为。”的结论，以所谓“取保候审”方式结案。曾欲讨清白，有关部门互相推诿不了了之。工程泡汤，曾欠下家里和大队信用社几万元债务。
1993年底，曾成杰被举报“行贿”，被吉首当局以“收容审查”名义关押半年后“免予起诉”。

### 三场工程款垫资官司
曾成杰承包吉首商业城香港街工程，决算意见与开发商相差约100万，协商不成，曾成杰诉至法院，经一审、二审和最高人民法院再审，终胜诉。
湘西州机电公司的机电大厦交付使用后，建设方不按约付款，曾成杰诉至法院，经一审、二审、再审，终胜诉。
吉首市的士街幸福大楼项目由吉首个体户朱建华开发，他不支付工程款反将曾成杰方告上法庭。最后，法院判令朱建华支付曾成杰方180余万元工程款。

### 冤狱翻案与名誉维权
1999年，曾成杰被控雇凶将田迪坤面部泼浓硫酸毁容（经鉴定为重伤），被吉首市人民法院一审以故意伤害罪判处有期徒刑七年，二审改判四年；判决书认定的曾成杰买凶动机是其与湘西机电公司的工程款纠纷。2001年8月获假释后向湖南省高级人民法院申诉。2003年5月刑满。
2004年1月8日，曾成杰拿下三馆项目，成立三馆公司。朱建华通过向中央和地方各级官方寄黑材料、向地方领导发短信以及书刊、网站等方式，对曾成杰及其公司进行造谣、诽谤。曾成杰第二次向朱建华提起民事诉讼，要求停止侵权，赔偿1元，在省级报刊上赔礼道歉、消除影响。曾成杰虽胜诉，但深受诽谤影响，得不到银行贷款。
2005年，曾成杰被评为第二届“中国企业改革十大杰出人物”。
2006年12月，湖南省高级人民法院撤销曾成杰雇凶伤人案原判，发回吉首市人民法院重审。2007年10月，吉首市人民法院重审宣告曾成杰无罪。后证实，诬陷曾成杰伤人的主谋正是与他在生意上有过节的吉首商人朱建华。

## 三馆公司及关联公司

### 成立三馆集团
据判决书，曾成杰在2003年6月至9月间，先后获得吉首市的“三馆”（湘西州体育局的体育馆、州文化局的图书馆与群艺馆）项目，随即注册成立湘西吉首三馆房地产联合开发有限公司（该公司后变更为湖南三馆房地产开发有限公司，最终变为湖南三馆房地产开发集团有限公司）。

### 慈善公益活动
- 为警务室、保安部、社区、工商所等免费提供办公场所。
- 向红旗门派出所捐赠过警用新型电瓶车。
- 支持当地民族文化体育活动，赞助篮球赛。[3]

#### 公益工程
- 出资60万元为吉首市太平乡中心完小修建“科技楼”，附加10万元修建操坪、围墙。
- 为政府接盘“烂尾楼”：原吉首明珠综合楼改造工程。[3]

#### 汶川地震赈灾
2008年5月12日汶川地震发生后，曾成杰于14日率三馆公司52名员工，带现金132370元和棉被600床、军大衣300件、毛巾1000条、矿泉水、食品、药品、救灾工具等价值30多万元物资赶赴四川灾区。5月15日晨到达绵阳市人民政府，获得领导接待和灾区通行证，下午赴平武县平通镇。
5月30日，曾成杰再率48名员工、10台车辆运送大米46000多斤、方便面1000件、矿泉水200件、其他食品、日用品、洗漱用品等捐赈款物到平通镇。
6月21日，三馆公司与湖南省红十字会等单位在吉首举办大型文艺晚会，由湖南卫视著名主持人主持。

## 政策突转引发挤兑潮和群体性事件
2008年3月23日，何泽中上任中共湘西州委书记，四个月前，他从湖南省委组织部副部长调任湘西州委副书记，专门对湘西民间集资问题进行了深入调研。新官上任后，延续近十年的“提倡民间融资”，在州政府在州“两会”上的《政府工作报告》与《关于国民经济和社会发展计划草案的报告》中悄然消失。
2008年6月，州委、州政府在党政机关内部下发“严禁公务员参与融资”的文件，这被公务员们视为最后通牒和整治集资的信号，原先积极参与集资的党政机关人员纷纷撤资，大户们也紧急抽资，引发了民间挤兑潮。很多消息灵通的公务员们提走了全部本金和高额利息。而普通吉首集资户老李全家，投入200多万元，最终只拿回了一百余万，利息一分没得，本金损失过半，他对记者说：
我们并不怪曾成杰，如果政府允许企业和融资群众自行达成化解风险协议，我们损失的本金可能没那么多。
2008年7月，当地政府通知融资企业停止支付利息和本金，底层集资者绝望情绪开始蔓延。据湘西自治州政府有关部门介绍，2008年8月开始，一些集资公司出现了不能按时还本付息的现象，至8月底，资金链出现断裂的一些集资公司相继宣布降息和延长兑付期限。
2008年8月，老板逃跑的传言四起，集资者聚集三馆公司楼下，曾成杰给聚集的近千人分批开会的形式当面解释，让保安发了10多盒自己的名片。8月16日，曾成杰召集投资者开会，宣布当年9月1日后利息降到三分，2009年5月后不再融资，2009年年底付清全部本金和利息。但湘西州和吉首市政府不同意，官方认为三馆公司方案违反政府“三年还清、只还本金、不还利息”的规定，对无力还款的其他集资企业不利。
相比其他困局中的湘西集资企业主，曾成杰自认为完全具有偿还能力，因为三馆公司融资金额有34个多亿元，扣去已偿还的26多亿，仅8.2亿元未还，而三馆公司的资产有23.8亿元且其融资大部分用于开发三馆项目等固定资产投资，按当时政府认可的资产价格，三馆公司资可抵债。不少群众至今信任曾成杰，案发后一些村委会等单位为其上书作保。曾成杰承诺一年多内还清全部融贷款，并向部分急需群众兑现，触怒了时任吉首市长宋清宏。
分别由福大房地产公司未按承诺兑现付息、州长何泽中的座车在州政府门前拖行一上访老妇200米两事件触发，2008年9月，湘西先后发生了两起群体性事件，群众分别围堵了吉首火车站和州政府。

曾在2008年随湖南省政府工作组前往湘西维稳的一位知情人士对记者称：
曾成杰在跟融资群众解释时将矛盾引向政府，引发暴乱，政府出于维稳的需要，必须尽快对曾成杰定罪，以平民愤，但案情复杂，背后牵扯的其它利益不便多说。
2009年1月政府出台兑付集资款政策后，一女性集资户吴安英感到绝望，于1月12日自焚受重伤（此时曾成杰已被抓3个月）。

## 曾成杰等人一案进程
|                                                                                             | 当前重点是打击‘三非’和规范、防范三馆，‘三非’和三馆是高度风险的定时炸弹，不可小视。对非项目融资和非本地项目融资及非商会成员企业融资要视其具体情况分别采取禁止、训诫、清退和坚决打击的措施，特别是非项目融资和非本地项目融资要选两只鸡杀给猴看，要一脚踩死，绝不让这种苗头抬头，要求公安和工商在这个问题上态度要坚决，措施要得力。 |
| ——时任湘西州州长徐克勤在州融资风险防范工作会上的讲话，《州融资风险防范工作会记录要点》第3页 | |

曾成杰并非湘西州本地人，又在其老家邵阳建了一座号称五星级的大酒店。
在湘西非法集资案涉及的企业老板中：
- 集资时间最长者，被判处有期徒刑10年。
- 集资额最高，累计37亿者，被判处无期徒刑。
- 用集资款开设赌场者，被判处死刑，缓期两年执行。
- 曾成杰既非融资最多，也没有用于挥霍，却是唯一被处以死刑者。

|                                            | 不判曾成杰死刑，湘西打击非法集资就没有成功！ |
| ——湘西州某领导在内部会议中的讲话，律师转述 |                                              |

### 专案组阶段
2008年10月2日晚上，曾成杰等湘西22家集资企业的老板和财务负责人被召集在吉首市政府会议室与市领导开会过程中，湖南省公安厅民警带队的武警闯入，抓走参会的五十多人。
2008年11月11日，湖南省“10·2”专案组以涉嫌非法吸收公众存款罪对曾成杰刑事拘留。

#### 司法会计鉴定
2008年12月17日，受湘西州公安局委托的湖南省华信司法鉴定所出具《关于湖南省三馆房地产开发集团有限公司及关联公司集资相关事项司法会计鉴定意见书》。这份司法会计鉴定书中说：
三馆公司尽管未按国家颁布的企业会计制度及财经法规进行账务处理，随意性很大，从2006年至2008年将大部分集资、退本、付息只记手工现金流水账；2008年6月至8月开始设立两套电脑账。账内账外之间会计事项错综复杂，无法完整反映三馆公司实际财务状况和经营成果……三馆公司现金流水账记录的收支情况，能够较为客观地反映会计事项，故鉴定小组以现金流水账为基础。
该鉴定书第29-30页第（十二）项明确说明：
三馆公司仅于2007年12月会计预估结转了商贸大世界一期销售成本，没有真实完整反映三馆公司实际财务状况和经营成果。由于本次鉴定为司法会计鉴定，鉴定小组不具备工程造价专业技术，无法对开发项目的工程造价成本进行核实……另外，受客观条件限制，鉴定小组无法对实物资产实施盘点，部分往来无法与当事人核对，存在书证不完整、不合法的情况。
并在第39页特别强调：
由于本报告第29-30页第（十二）说明的原因，对鉴定结论造成的影响提请报告使用者特别注意。
| 项目                                     | 金额            |
| ---------------------------------------- | --------------- |
| 已退集资本金                             | 168,179.20 万元 |
| 已支付集资利息                           | 94,123.58 万元  |
| 已支付集资奖励                           | 11,522.36 万元  |
| 实际可以使用的融资总额                   | 71,462.00 万元  |
| 实际用于三馆建设和三馆公司的其它投资总额 | 77,246.40 万元  |
| 实际投入生产活动的资金大于可以使用的资金 | 5,784.40 万元   |

华信的会计鉴定显示，三馆公司总资产7.7亿元，负债18亿元，资不抵债。湖南高院依据华信司法鉴定所的鉴定认定，截至2008年9月30日，三馆公司集资总金额为34.5亿元，涉及24238人，累计达57759人次。扣除已还本息，集资诈骗额近8.3亿元，直接给群众造成损失6.2亿元。
高铭暄、赵秉志、陈兴良等9名著名刑法学专家曾对曾成杰案做出一份《专家论证法律意见书》，其中谈到了这份司法会计鉴定书的效力问题。这份意见书指出，司法会计鉴定所针对的是诉讼中涉及的财务会计问题，只能反映企业所登记的财务会计状况，对于企业真实的业务数据和经济活动情况的评价，无法做到百分百的全面和客观；对于非法集资案件，特别是涉及资产数额等事实的认定，必须进行专业的审计和资产评估。结果，两份资产评估报告两审都未出现，而法律规定，这是必须向被告人出示的证据，而且被告人如有异议还可以提出申请重新评估。

#### 审前当局贱卖资产
2008年10月曾成杰被关押后，不到三个月，三馆公司及关联公司资产便被政府强行处置，资产价值从最初的评估报告23.8亿，层层递减，关键的资产评估报告至今未向法院和公众提供。最终，部分房地产项目以3.3亿元出让给一家湖南省人民政府所属国有独资企业，其余去向不明。
曾案一审开庭前，三馆系企业资产已被行政当局处置，且处置过程准确信息未公开。现在外界可知：
- 所有资产被打包给湘西当地一家州属国有企业，该州企又将这批资产包分割转让出售，其中：
  - 卖给一家湖南省人民政府所属国有独资企业的房地产项目为3.3亿元
  - 卖给一家当地上市公司买走的一项资产为1.5亿元
  - 一矿产项目被以7000多万元的起拍价拍出

曾成杰的二审辩护律师王少华说：“首先未有判决售出财产违法，其次这样明显的贱卖，造成清偿集资款明显减少，这也是形成所谓给集资群众带来损失所在。”如同近年来在鄂尔多斯、温州等地出现的民间借贷案一样，这种先于法院判决的资产处置方式盛行，广受指责却未见停。

### 长沙中院一审阶段

#### 检方拒绝提供资产鉴定证据
一审开庭前，2010年6月23日，湖南省长沙市中级人民法院向湖南省人民检察院发出公函《关于被告人曾成杰等集资诈骗一案补充侦查的建议》，表示本案缺少三馆公司及其关联企业的资产评估和清查核资情况的鉴定，建议侦查机关补充侦查。

2010年7月7日，湖南省长沙市人民检察院回函长沙市中级人民法院：
三馆公司已被专案组处置，且专案组已经出具说明证实上述公司依法处置兑付集资户的资金、给集资户造成损失的数据，该份证据已经一审庭审质证，故无需再提供资产鉴定方面的证据。

#### 一审庭审情况及判决
据一审判决书：
- 湖南省长沙市中级人民法院合议庭
  - 审判长：
  - 审判员：
  - 审判员：
- 公诉机关：湖南省长沙市人民检察院
- 被告人6名：
  - 曾成杰——集资诈骗罪：死刑，剥夺政治权利终身，没收个人全部财产。
    - 辩护人：

  - 曾正——集资诈骗罪：有期徒刑十年，罚金五十万元。
  - 邓友云——非法吸收公众存款罪：有期徒刑十年，罚金五十万元。
  - 陈深喜——职务侵占罪、非法吸收公众存款罪：有期徒刑六年，没收财产十五万元。
  - 陈容花——非法吸收公众存款罪：有期徒刑四年，罚金五十万元。
  - 宋长银——非法吸收公众存款罪：有期徒刑四年六个月，罚金十五万元。
  - 张宏霞——非法吸收公众存款罪：有期徒刑四年，罚金十万元。

### 湖南高院二审阶段

#### 二审庭审情况及判决
据二审判决书：
- 湖南省高级人民法院合议庭
  - 审判长：昌梦辉
  - 代理审判员：李世锋
  - 代理审判员：尹玄海
- 上诉人：
  - 曾成杰——驳回上诉，维持原判，报请最高人民法院核准。
    - 辩护人：王少光（北京市盛廷律师事务所律师）
    - 辩护人：熊治国（湖南湘楚律师事务所律师）

  - 曾正——有期徒刑十年改判七年。
  - 邓友云——有期徒刑十年改判五年六个月。
  - 陈容花——有期徒刑四年改判三年缓刑四年。
  - 宋长银——驳回上诉，维持原判。
  - 张宏霞——驳回上诉，维持原判。

#### 二审判决书的问题
律师称“未归还本金”数额有“5.18亿误差”
在共111页的二审判决书中：
- 第21页称：截至案发时，仍有17.7亿元集资本金未归还。
- 第91页称：三馆公司集资兑付率为50.1%，已兑付6.23亿元，尚需兑付400多万元。

王少光说，已经兑付的这6.23亿元再加上这400多万元，是总额的50.1%，可倒推算出，案发时未归还本金应该是12.5亿元，与前面说的17.7亿元相差5.18亿元（假设会计鉴定完全真实、客观）。二审判决出来后，他就开始向最高院反映这一问题。

### 最高法院复核阶段
办案人员：
- 最高人民法院审判委员会，由院长周强（签署《执行死刑命令》）主持
- 最高人民法院刑事审判第二庭曾成杰死刑复核案合议庭法官：
  - 审判长：牛克
  - 代理审判员：马宇舟
  - 代理审判员：康瑛
- 死刑犯曾成杰的代理律师：北京盛廷律师事务所律师王少光

#### 资产评估报告浮出
曾成杰案一、二审庭审时均没有出现任何资产评估报告，更不存在对资产评估报告的质证。王少光认为，湖南司法机关隐匿了报告，而该报告对案情至关重要。对于法院为何不公开资产评估报告，湖南省高院有关负责人不愿回答记者。
王少光多次申请司法机关调取，没有结果。2012年年底，王少光又两次向最高法院递交请求，要求调取三馆公司的资产评估报告以及资产拍卖资料并开庭质证，无果。
从2012年下半年开始，不断有集资者向王少光反映，曾成杰死刑已被核准。但每次他打电话给死刑复核法官，得到的答复都是否定的。王少光和曾成杰还对案件存有信心。
2013年3月15日，在第十二届全国人民代表大会第一次会议上，法学本科出身但没有当过一天司法官的时任中共湖南省委书记周强当选为最高人民法院院长。在全国“两会”之后，曾成杰担心起来，觉得自己要完了。王少光也有不祥预感：
以前给康瑛法官打电话，他一直让我不要相信外边的传言，但今年3月份之后，给他发材料，就没有任何回音。
然而，2013年3月，王少光收到了一份湘西官方内部人士从武汉寄来的三馆公司资产评估报告的复印件。这位人士告诉王少光，他在湘西寄过多次没能寄出。这份文号为“开元（湘）评咨报字［2008］第002号”的报告是吉首市人民政府委托开元资产评估有限公司湖南分公司完成的，以2008年8月31日为基准日，三馆公司的总资产评估价值为8.29亿元，清算价值为6.47亿元。正如中共湘西州委机关报《团结报》当年的报道，湘西州政府曾于2008年12月21日通报吉首非法集资企业的资产评估结果，三馆公司资产总额为6.47亿元。
开元的资产评估报告中说明：
受委托方要求，本评估咨询报告没有包括部分房产和矿业资产评估价值。
王少光认为，这份评估报告低估了公司资产，不到三馆公司资产实际价值三分之一，例如，已经取得房产证的房产，也违反评估规范，没有按照房产价值评估，而是按照在建工程进行评估。但即使按其6.47亿的估价和湖南省政府处理湘西民间融资“只还本金、不计利息”的政策，拍卖所得也足以偿还7.1亿元集资本金，尚有2.8877亿元的盈余。因此，检察院所谓“三馆公司给融资群众造成6.2亿元的经济损失”并不存在。
拿到这份资产评估报告，王少光立即致电最高人民法院死刑复核法官康瑛。康瑛说，必须要原件。2013年3月底，王少光致函湖南省人民检察院请求提供原件，但等了一个月没有回应。于是，王少光去开元评估公司核查，2013年5月27日上午，他找到开元资产评估有限公司常务副总经理陈迈群。陈迈群确认这份复印件的真实性，但拒绝开具证明。王少光说：“他说，这个报告给委托机关四五份，他那里有原件，但是必须检察院或法院来复印才行。”
2013年5月底，《中国企业报》记者采访到在评估报告上签名的该评估项目负责人何颖伟，其答复与陈迈群的基本一致。他介绍说，该公司一共派了十多人参与，自己在吉首待了二十多天才完成评估。关于评估价值8.29亿元，清算价值却为6.47亿元的原因，何颖伟答，资产要在一定期限内变现，所以必须降价出让。至于矿产部分资产，何颖伟对记者说：“矿产是别的公司单独评估的，我也讲不清楚，你最好去问政府。”
王少光把该资产评估报告复印件以及核实情况书面说明寄到最高法院。因未获得报告原件，结果被最高人民法院认为证据不足。

#### 看守所内事件
二审后，律师王少光几乎每个月都从北京乘航班飞到长沙会见曾成杰至少两次。
2013年5月27日，王少光上午找到陈迈群确认新证据，下午赶赴长沙见曾成杰——这却是最后一次会见，王少光向记者回忆道：
见了他之后，我心里也很沉重。由于之前刚刚闹出了他在看守所中打警察的事情，那天见到他时，看到在他身上原本的手铐脚镣中间，还加了一段只有50厘米长的铁链，让他连腰都直不起来。

王少光说，他曾问曾成杰，为什么在这个节骨眼上还闹事打人。曾成杰告诉他，当时那个警察有意激怒他，他们随后发生了争执，但他没动手。后来看守所方要他为此次“恶性事件”写检查，必须承认打人了。一开始，曾成杰坚决不写，因此被看守所上了“大铐”（一种酷刑，将人四肢吊起，身体悬空）。曾成杰不堪重刑折磨，最终写下了书面检查，承认殴打警察。曾成杰告诉王少光，自己可能中了圈套，长沙市第二看守所管教干部拿到他的检查后，说了这样一段话：
信不信，这就是给你执行死刑的凭证，凭这个我们就能弄死你。以前也有人像你一样，死刑很快就核准执行了。
不能排除曾成杰在看守所内被政法人员下套构陷其“袭警”而上报促杀的可能性，但王少光感叹，这些事情都已死无对证了。

最后一次会见时，曾成杰对王少光说：
王律师，我感觉这件事情可能不行了，后面有很强大的力量在操控，即便你能为我争取到死缓，他们也要弄死我。
曾成杰是政府树立的湘西非法集资案标志性“主犯”，其申诉过程又涉及到追索资产向集资户还债等问题，不利于当局掩盖真相和“维稳”。后来，法院未通知家属和律师而仓促宣布他被“枪决”后，外界也怀疑他可能早已在长沙市第二看守所内或别处被害身亡。

#### 曾珊救父努力
2013年6月13日，曾珊从其亲戚那里听到已核准死刑的传言后，在微博上说：
今天，有人告诉我，最高院早已核准了父亲的死刑！只是没有发出，祈求他们的犹豫，最后偏向发回重审！吁请大家关注我父亲的冤情（附父亲的遗书）
一名叫周泽的律师在微博上告诉她“别信谣言，姑娘。”曾珊回复“那我信什么？”
王少光也从北京听到了这个传言，他让曾珊去探最高法院的口风；6月13日当天，曾珊去信访接待室填表，当场得到预约。
2013年6月14日（即后来官方称核准死刑之日），曾珊在最高人民法院信访接待室2楼一个带有玻璃隔音板的小房间见到了一位三四十岁的男法官康瑛，隔着玻璃聊了半个多小时。曾珊递给康瑛一本80页的三馆公司所有工程项目图片册（6月初，王少光也寄给最高人民法院审判委员会所有委员，各刑庭庭长，监督死刑复核的最高人民检察院的检察长、副检察长等，他“感觉领导没有时间看具体内容，画册很直观，一看就知道曾成杰做了这么多工程，怎么可能有诈骗呢？”）。
曾珊问：“我爸的企业被省政府旗下的企业买走了，我觉得湖南那边有压力给最高法院，会不会影响你们的判决？”康瑛答：
不会，要是听湖南的，你爸早就被核准死刑了。
康瑛还表示：
主要由我们合议庭的三位法官合议，院长不管这个。
最后，曾珊问：“见了这么多死刑喊冤的，会不会麻木？”康瑛回答：
我们会秉公执法，你要相信法律。我们不会麻木，会查清每个细节和证据。
曾珊说，听了法官的回答，她相当放心，相信“最高法院会还我父亲一个清白”。《南方周末》记者未能联系到康瑛核实上述说法。
6月16日父亲节，曾珊决定“绝食救父”。6月17日，她头上缠着块写有“绝食救父”的白布，去最高法院门口，在旁边的信访窗口拍了张照片。6月18日，又去了北京湖南大厦。
6月21日，曾珊见了一些记者，有人说她是当代缇萦，也有人用重庆黎强之女救父的故事鼓励她。她给最高法院院长周强写了封信，“请求周叔叔帮我留下善良正直的父亲”。她又贴出了“卖肾救父”的微博，得到一家门户网站支持。

#### 屡递材料无回音
王少光说，在5月27日和曾成杰会面后，他和曾珊不断地整理、递交材料。王少光的手机上存了数十条司法机关签收快递材料的短信通知。一个多月里，王少光多次向最高人民法院等司法机关递交申请，希望司法机关调取资产评估报告和相关证据：
- 5月28日，王少光向最高人民法院递交《湖南三馆房地产开发集团有限公司及相关公司资产评估报告书》调查报告，希望司法机关确认资产评估报告存在，并调取证据。

- 6月5日，王少光再次向最高人民法院发出《湖南三馆房地产开发集团有限公司及相关公司资产评估报告书》调取申请书。

- 6月10日，王少光再次递交关于案件情况的说明，“曾成杰是否诈骗，让数字说话”，并附了“三馆项目”主要投资房地产项目的现场图片以及调取资产评估报告的申请。

- 6月14日，曾珊见法官时，也递交了相关申请材料。

- 6月17日，王少光递交一份补充辩护意见书，附一份他最新搜集到的三馆公司清产核资报告，请求最高法院发回重审并重新对三馆公司进行会计鉴定。和资产评估报告一样，清产核资报告也一直被隐藏[17]。王少光向主审法官递交关于调取《开元信德会计师事务所湖南分所的“开元信德湘分专审字（2008）第138号”清产核资专项审计报告》的申请[16]。

- 6月21日，王少光发现，判决书采纳的2009年9月21日专案组《答复函》的未归还本金的实际数额12.5亿元与判决书采纳的司法会计鉴定的数额17.7亿元，有着5.18亿元的巨大差距，再次向司法系统递交了相关材料。

7月6日，徐昕、易延友、周方、杨在明等律师、学者以及李庄（现著名非律师）、曾珊参加网易“民间融资罪与罚——以曾成杰案为例”研讨会。有人批评王少光辩护意见过于软弱，应抓紧时间提交一些有颠覆性的证据，因为根据最高人民法院关于《中华人民共和国刑事诉讼法》的司法解释，死刑复核期间出现新的影响定罪量刑的事实、证据的，可以裁定不予核准并撤销原判、发回重审。
- 多次递材料没有回音，曾家人和王少光越发焦虑。7月初，曾珊再次听说父亲被核准死刑的传言，感到异常紧迫。曾珊就“三馆集团仅直接投资成本就大于融资本金，融资用于合法用途，不存在诈骗问题；三馆公司资产被低价贱卖；湖南司法机关隐匿资产评估报告和清产核资报告……”写了一份材料。7月10日，王少光将这份材料再次递交给最高人民法院。

- 最后一次递材料就在7月12日……

### 宣布枪决之日
2013年7月11日，王少光在湖南“有关部门”的朋友向王少光透露：
有关方面下发文件称，将对曾成杰执行死刑，防止发生群体事件。
此时，王少光仍未收到关于死刑复核结果的《中华人民共和国最高人民法院刑事裁定书》。7月11日晚上，有人打电话给王少光，称曾成杰的死刑确实被核准了。王少光并不相信，他希望朋友再打听一下。
7月12日早上，王少光又接到不同渠道的电话，称曾成杰要被执行死刑了，王少光赶紧给康瑛打电话。多次询问下，康瑛终于承认，最高法院已核准曾成杰死刑，但称不知何时会执行。王少光很意外，按他过去多年的经验，复核结果会先通知律师，如果律师有问题可以再提，一般最高院法官会再见律师一次。王少光问康瑛：“这个案件发现了两个新证据，有近5.2亿的误差，就敢判死刑？”；据王少光转述，康瑛答：
这是最高法院审委会定的。
《中华人民共和国人民法院组织法》规定：
第十条　各级人民法院设立审判委员会，实行民主集中制。审判委员会的任务是总结审判经验，讨论重大的或者疑难的案件和其他有关审判工作的问题。

地方各级人民法院审判委员会委员，由院长提请本级人民代表大会常务委员会任免；最高人民
法院审判委员会委员，由最高人民法院院长提请全国人民代表大会常务委员会任免。

各级人民法院审判委员会会议由院长主持，本级人民检察院检察长可以列席。
《最高人民法院审判委员会工作规则》规定：
第二条 审判委员会的任务
（二）讨论、决定院长或院长委托的副院长提交的下列案件：
- 本院审理的第一审、第二审案件；
- 高级人民法院和解放军军事法院报请核准的类推案件；
- 高级人民法院和解放军军事法院报请核准的死刑案件；
- 本院依照审判监督程序决定再审或者提审的案件；
- 最高人民检察院依照审判监督程序提出抗诉的案件；
- 其他重大或者疑难的案件。

电话中，康瑛同意王少光递送新材料。王少光把写好的材料带在身上，打车赶往最高人民法院。“我有种感觉，觉得已经没有用了。”路上又有人告诉他，死刑已经执行了。这期间，他和曾珊频繁通着电话。近中午赶到刑二庭时康瑛已下班，下午2点才把材料交给康瑛。
7月12日，曾珊从北京回湖南之前，还在和王少光律师商讨案情，对案子的走向抱有期待。当天上午曾珊到达长沙后，接到哥哥曾贤的电话：“哥哥说爸爸已经被执行死刑，通过注射方式。”曾珊称，她不相信这是事实，但次日上午，他去到长沙中院门前查看布告后，才知道父亲确实已死，而行刑方式不是注射而是枪决。
据湖南省长沙市中级人民法院当日发出的《布告》和寄给家属的《死刑执行通知》，2013年7月12日上午，曾成杰被与一李姓故意杀人犯、一李姓抢劫犯共3人同批枪决于长沙市沙坪刑场，终年55岁。

## 后续事件和舆论

### 家属和律师表示继续申诉
曾成杰死后，他的次女（长女同案入狱）、大学刚毕业的曾珊和二审辩护人、北京市盛廷律师事务所律师王少光分别表示，决心申诉到底。
2013年7月13日（曾成杰被枪决次日），王少光在网上发表“紧急声明”，试图“更正”《长沙晚报》关于曾案主要事实的报道，最后指出，2008年案发时任湖南省长、2011年两审判处曾成杰死刑时任省委书记的周强，2013年上任最高人民法院院长三个月即作出前任院长王胜俊近两年未批的该案死刑核准。
7月14日下午，最高人民法院《人民法院报》官方微博就曾成杰案连发4条微博，称“曾成杰系集资诈骗案中罪行最为严重的主犯”，集资诈骗数额特别巨大，引发集资户自焚事件，严重影响社会稳定，罪行极其严重，并将曾成杰案与吴英案进行对比，试图引导舆论。

7月15日，王少光表示，将陆续公布办案过程中“最高人民法院”违法的情节、无视律师辩护权的情节。曾因未做无罪辩护，出庭风格不够有力，还在二审辩护词中称自己“斗胆”而遭律师界批评为“软弱”的王少光，此时无所顾忌地挑战某国家暴力机关和某党和国家领导人，他说：
届时会让最高法院非常难堪，甚至会让周强官位不保。
7月15日，王少光告诉《中国企业报》记者，待和曾成杰的家属商议后，准备向最高人民检察院提出申诉，请求最高检依法提起抗诉。王少光对美国之音记者说：
因为他的资产被政府给抢占了，然后以他资不抵债判处他死刑。所以，今天不给曾成杰平反，明天就是其他民营企业家的命运。

### 地方官和周强被指侵吞民财掩错灭口
王少光对《中国企业报》记者说：
曾成杰充当了湘西地方政府的替罪羊，因为三馆项目是当地政府主抓的形象工程，政府在三馆公司设有指挥部，与三馆公司一起办公，政府责任无可推脱；三馆公司有优良的资产可变卖，政府可以用来补窟窿；不排除个别人想借变卖三馆公司的优良资产之际，从中渔利。
中国著名律师张思之向德国之声表示，王少光公开声明中对周强的质疑有一定的道理：
这个事情并不偶然，并不是一起两起，这样的政府还可以信任吗？任何一个政府都不可以随便杀人的。
这不是人们的联想，这肯定是有问题的，这更证明了我过去的看法，周强这些人，不要看他讲什么，前几天他还讲得天花乱坠的怎样依法办事，怎样提高司法公信力，可他们做的是另外一回事。
民间的集资不应该被认为是非法的，只要不是用诈骗的手段来集资就是合法的，经营、贸易、集资这都不是一种契约关系吗？现在我集资的数额大一些，你让我现在还，我还在经营之中，这本身就不合情理，更何况他们的财产都抵得上应该付给被集资人的钱款，这更没有理由了，我卖掉我的财产可以还的，结果被政府拿到手上了，你们说我还不上，是图财害命啊。
bx专栏作家叶匡政认为曾成杰案就是新版的“打土豪”：
过去打土豪分田地，老百姓还能得点好处，如今打土豪的收益，早被权贵们悄悄瓜分了。这也是急于悄悄处死曾成杰的原因。他们越这么做，越表明背后有不可告人的秘密。如今一些地方官员通过介入企业纠纷，借司法权掠夺民间财富，已成为一种悄悄流行起来的贪腐方式。
上海网民“徐安安”认为曾案堪称政治谋杀：
大众对曾成杰之死的震撼观感，并非仅仅出于死刑执行的程序封锁以及暗箱操作，而是源于这一桩死刑案例的逻辑。原来，政权为了断尾，可以杀人，可以杀死一度利用过的、称之为合作伙伴的商人以突围。即使以最严格的标准来衡量，这也够得上是政治谋杀。
7月15日，茅于轼发言：“在废除死刑之前政府有权杀自己的老百姓。但是必须出于公心，因此要向公众公布案情充分说明理由。绝不可偷偷摸摸遮遮掩掩……更何况非法集资罪的条文有严重缺陷”。
曾成杰之死引起部分商界人士恐慌与愤怒。
柳传志在小范围座谈时说“从现在起我们要在商言商，以后的聚会我们只讲商业不谈政治……”，随后在一个名为“正和岛”的企业家社交网站上，引起一场风波——岛民王瑛提出抗议，并宣布“退岛”。
王石在微博上反思：
检讨重庆事件，在唱红打黑期间，一大批重庆工商业者被强制关进牢房、没收财产，生命尊严也失去了法律保护，甚至为被告辩护的律师亦被冤屈判刑入狱。我采取了不吭气的态度。反思：是懦弱错误的行为。对违反法律，侵犯财产、侵犯生命的权力部门应该明确态度：不！

### 剥夺会见权法院辩解招声讨
2013年7月12日曾珊的父亲被枪决当晚，曾珊的第一条微博被转发数万次，很快成为舆论焦点：
今天上午我爸爸被执行死刑了，注射死亡。我们连他的最后一面也没见到！一句遗言也没有！现在政府都没通知我们！
长沙中院的朋友告诉我们，星期一复核书下来，今天上午执行。现在遗体已经被火化，我们连他尸体都见不。
7月13日17时19分，长沙中院在新浪微博发出关于此事的首条微博：
法律没有明文规定，对犯人执行死刑时，犯人必须跟亲人见面。
这条众评“冷血”的微博发出不久即被长沙中院删除。
7月13日18时56分，长沙中院又发一条“死无对证”，被认为欺负死者不能说话的微博：
7月12日上午，长沙市中级人民法院在对罪犯曾成杰执行死刑前验明正身时，法官告知其有权会见亲属，但罪犯曾成杰并没有提出此要求，在其遗言中也没有提出。
13日夜20时，长沙中院发微博道歉：
今天由于微博管理人员对刑事法律学习钻研不够，想当然办事，面对网上舆论不淡定，导致发出了一条错误信息并在领导发现后删除。我们对一线工作人员提出了严厉批评。特此向网友和公众道歉。今后工作中我们将要求编发信息的人员加强学习，不再犯类似错误。欢迎继续监督。
7月13日21时许，曾珊称，7月12日她从法院内部人士接到消息称，其父亲在当天已被执行死刑，她慌忙打电话给看守所，被告知其父确实已经在当天上午被法院带走，她赶到法院门口看到布告。21时26分，曾珊发微博向长沙中院致歉：
为我这两天的不理智，误解中级法院，特在此致歉！然后，感谢在一审时候，你们给了我父亲说话的机会！……只想拿到骨灰，让父亲早日入土为安。
曾珊吊诡转向，向长沙中院道歉，表示只想要回父亲的骨灰，网友疑其遭到当局威胁。7月14日01:11:12，曾珊发微博澄清：
大家理解错了我不是妥协！道歉是因为我的微博可能给长沙中院其它无辜法官带来负面影响。感谢是在一审时毕竟开庭审理给律师辩护机会。但针对于长沙中院不通知家属就执行死刑的行为和我父亲冤情无论如何也要讨要一个说法。最后但愿我能平安拿到骨灰。但愿不影响到狱中的家人希望妈妈姐姐能顺利减刑出狱！
有的中央媒体和体制内公职人员也对长沙中院的做法和微博发出批评。
全国公安系统二级英雄模范、郑州市公安局便衣警察支队政委吕宏伟在其新浪微博上建议长沙中院院长罗衡宁引咎辞职，理由是：
曾成杰被执行死刑，长沙法院粗暴的剥夺了其和家属见最后一面的权利，引起国人极大关注和愤怒。这种行为对党和政府的公信力，人民法院的司法公信力已经造成无法挽回的极大损害。一个蔑视法律和冷血的人是不适合任法院院长的（除非你有无法抗拒的证据）！
广州市黄埔区人民检察院官方微博“黄埔检察”评论：
曾成杰已被执行死刑，其家属却未被通知，亲人未见却已生死永隔，司法机关未通知便行刑的做法，无论于法于情皆不可容。面对公众的关注和质疑，不负责任的应对和推脱，更会导致全民对司法信任崩盘……
7月1?日，最高人民检察院机关报《检察日报》刊文称，应充分保证死刑犯及亲属最后告别权。

### 处决通知日期和遗物真实完整性争议
7月14日，湖南省高级人民法院新闻发言人曾鼎新接受新华社专访时称，最高人民法院核准对曾成杰死刑判决的日期是2013年6月14日（即曾珊在最高法院面见法官之日）。至于通告社会和通知家属问题：“据我们了解，湖南省长沙市中级人民法院于执行当日将曾成杰的死刑执行布告贴于法院的公告栏内。因为案卷材料中没有曾成杰的二女儿、儿子的联系方式，故当日执行后法院将执行通知书邮寄送达曾成杰的女婿（大女儿丈夫），并通知其于一周之内领取曾成杰的骨灰。”
7月14日，曾珊称收到了长沙中院13日以挂号信寄出的《死刑执行通知》，展示在其微博上；当晚，在天涯社区就此事与网友访谈。通知书内容为：
罪犯曾成杰因犯集资诈骗罪，经本院依法判处死刑，剥夺政治权利终身，业经报请中华人民共和国最高人民法院核准。本院遵令于2013年7月12日在本市沙坪刑场执行枪决，特此通知。
附注：接此通知的一周内到火葬场领取骨灰，到看守所领取遗物。
7月15日一大早，曾珊和曾贤赶到长沙市第二看守所，呆了整整一上午，工作人员以领导开会为由未将遗物拿给兄妹俩。临近下班时，看守所负责人带着几名法院干部前来与曾贤交涉，让其先到殡仪馆领骨灰，再回到看守所拿遗物，法院拿了一张手写清单，称是曾成杰行刑前留下的遗嘱，内容除交代棉衣内裤等生活用品烧掉之外，还要求工作人员把打官司的资料以及分别写给儿子和律师的信转交亲人保管，落款时间正是7月12日。不过，这份清单仍然被家属质疑。曾贤表示，字迹与父亲笔迹相去甚远，而且很多用词习惯颇为怪异，“如抬头部分，一般人都只会写‘我的遗留物品’，绝不会写‘曾成杰的遗留物品’。”曾贤称，他不会排除做笔迹鉴定的可能。法院工作人员表示，衣物等生活用品可以先拿走，资料以及信件领导审核后才可交家属，这让曾贤有些生气，“可以肯定的是，遗物里有很多材料。”

7月15日下午，曾珊和曾贤到长沙市明阳山殡仪馆领取父亲的骨灰，曾贤坚持要最便宜的骨灰盒，他说父亲一辈子在穿着打扮上从来都不肯多花钱，现在虽然死了，他还想把父亲的习惯坚持下去。领到骨灰后，退伍老兵曾贤向柜台工作人员敬军礼致谢。曾贤接受记者采访时表示，由于父亲换了律师，案卷里确实没有自己和妹妹的联系方式；他说：
从父亲判了死刑之后，我们就再也没有见过父亲，一直都是律师在见。我们尝试过要求见面，但回复死刑犯不予会见。

7月15日下午在殡仪馆，曾珊告诉记者，她7月13日才通过媒体得知2013年6月14日死刑已核准。14日，哥哥接到快递电话，说有封挂号信，但是他和曾珊都在长沙，就请一个朋友帮取了，随后带给他们。信封上寄出邮戳时间是7月13日，通知书签发时间是父亲被枪决的当日，即7月12日，信封上的地址是她、哥哥以及父母的住址。7月15日，曾珊在微博上回答网民关于她是否知道最高法院早在6月14日就核准其父死刑的问题：
我不知道，我6月14还见了最高院刑二庭法官，他说一定会秉公执法，查清所有证据，不受湖南官员和周强的影响，让我相信法律。结果我7月13日看三湘都市报的报道才知道6月14日死刑核准书已经下达。
7月15日下午，兄妹俩回到看守所，拿到了清单里所列出的物品；曾珊说，“至于资料有没有给全，那也只是天知道了”。

7月15日下午，长沙中院刑事审判第二庭庭长吴冀湘接受记者采访，首次公开回应外界质疑。他首先为长沙中院就此事发出的第一条微博公开致歉：
这条微博发布应当是错误的。我们已经就微博管理作出了严格要求，这次事件也反映出我们在管理方面存在的漏洞，以致造成了不好的社会影响。
吴冀湘介绍，从2011年12月26日二审判决到现在，从未收到其近亲属要求会见曾成杰的申请。关于寄送时间，吴冀湘向记者展示了一份抬头为《长沙市中级人民法院送达回证》的文件，上面张贴了一张邮局提供的邮件编号为“XA 2327 0239 9 43”的国内挂号信函收据，收件人为“曾成杰的家属”。根据该收据上邮戳显示，该邮件投递时间为7月12日。但曾成杰亲属收到此信时，信封上的寄出邮戳日期为7月13日。吴冀湘表示，刑事诉讼法规定，在执行死刑后人民法院应当通知罪犯的家属，因此，长沙中院当日依法及时寄送了两份通知书给家属，另一份寄给曾成杰女婿的姚茂，收件地址为湖南邵阳的EMS快递，内件品名为：“领取骨灰通知书”，快递上写有姚茂的手机号码。

### 治丧与维稳
2013年7月17日，曾成杰死后第5天，新邵县某村村口，一座巨大的红色充气拱门赫然眼前，通往“曾成杰故居”的路也被铺上了红地毯，大红拱门上贴着几个黑白大字：“沉痛悼念曾公维亮遇害早逝”（维亮是曾成杰在族谱中之名）。一些为曾成杰喊冤的条幅，在路上拉得比比皆是，如：“资产大于债务，被判死刑，怪哉！”
7月17日晚，曾成杰的亲属和乡亲于在其老家为曾成杰举行追悼会，约三、四百人参加，包括吉首市来的几十个人，其中被认出有社区干部或疑似“维稳”人员。
- 家族中德高望重的老人，对曾成杰一生慷慨仗义的为人高度赞扬。
- 曾成杰的律师王少光，介绍了曾案中一些问题的细节。
- 最后，曾成杰之子曾贤当众表示，要继续追查真相，为父昭雪[11]。
- 曾成杰生前的一名狱友也在会上说了曾成杰在狱中的一些事[33]。

王少光说：
由我介绍他这个案件的情况，以及这个案件所牵涉的资产，到底是不是诈骗，我对这个问题作了介绍。接着他们的亲戚朋友作了一些介绍，家乡的人说他有多好。因为这个人的人品是一点问题都没有。你就是官方，就是反对他的人，要判他死刑的人也没说他人品有问题。
部分要从吉首市出发前往悼念的集资群众被国保拦截或监控。17日近中午时，曾珊发微博说：
刚才吉首朋友打来电话，说很多融资群众想来吊唁父亲，并带着来不及寄出的为我父亲喊冤的信，却被围堵在吉首汽车站，不让出发；另外一部分被监控在家。为什么你们不让他们来？为什么要限制群众参加葬礼的自由？！
曾珊的微博援引王少光收到的一条短信：
王律师： 你好，辛苦了！我是吉首三馆融资群众，由于湖南省国保命令，吉首三馆群众被严密监控。我们想尽办法突围，一个你认识的群众代表，前来参加惦（悼）念，他今天七时出发，途中尚需中转，相信他能突围成功，代向曾总烧香致哀……
王少光说：
还有人打电话，我这个没有确认，说是他们有5000多个人，一共他的融资群众一万多人，大概有5000多人联名写了一个联名的（材料）。我没见着内容，替曾成杰说好话的吧，这么一个材料，让警察给没收了。原件给没收了，但是说还有复印件。给我打电话说，本来要给我送这个材料的，替曾成杰喊冤的，说好话的。
根据王少光提供的联系人电话，记者了解到，曾成杰葬礼当天，一些曾参与三馆公司集资的吉首群众组织了一支悼念曾成杰的队伍，要来新邵县参加葬礼，但在吉首汽车站被当地政府拦截了。
吉首妇女王联翠在派出所民警和便衣人员两次到家中问话后，与家人失去联系。她的儿子彭先生对美国之音表示，王联翠失踪前曾说起曾成杰被枪决和要回老家办点事，结果17日他和父亲一整天都联系不上她，感到非常担心，他说：
她跟我提到，王律师为了帮曾成杰翻案，然后就是给湘西老百姓还钱。就是这两件事。其他就没说什么。然后到了今天早上就，昨天没回来，今天早上就与她人没有联系了。

## 曾案死刑程序问题评析

### 复核程序问题
按照规定，在二审判决生效后，有两年时间可进行复核申诉，而曾案只有一年半时间，最高法院需给出书面答复，但辩护律师称从未收到过最高法院的任何答复。

### 复核结果告知
2013年6月14日，最高人民法院裁定核准曾成杰死刑，但并未通知曾的代理人和亲属，其辩护律师王少光认为，这让曾成杰失去了寻求最后司法救济的可能性。

### 行刑日期告知与刑前会见安排
司法解释规定，最高人民法院的死刑执行命令，由高级人民法院交付第一审人民法院执行。第一审人民法院接到死刑执行命令后，应当在七日内执行。
但法律并没有规定，法院应该在何时向死刑犯本人宣布行刑时间。律师韩一村解释，通常法院担心提前告知死刑犯具体行刑时间会导致过激反应，也为了管理方便，很多时候，法院会在死刑犯被带出看守所的当天向其宣读死刑执行命令，并于当天执行。而一些看守所在得知具体死刑执行时间后，可能有工作人员私下告诉死刑犯，但只是私下告知，而非程序上的宣布。

#### 刑前会见相关法规及司法实践
2007年3月9日最高人民法院、最高人民检察院、公安部、司法部印发的《关于进一步严格依法办案确保办理死刑案件质量的意见》规定：
45. 人民法院向罪犯送达核准死刑的裁判文书时，应当告知罪犯有权申请会见其近亲属。罪犯提出会见申请并提供具体地址和联系方式的，人民法院应当准许；原审人民法院应当通知罪犯的近亲属。罪犯近亲属提出会见申请的，人民法院应当准许，并及时安排会见。
2013年1月1日生效的《最高人民法院关于适用〈中华人民共和国刑事诉讼法〉的解释》（法释〔2012〕21号）规定：
第四百二十三条 第一审人民法院在执行死刑前，应当告知罪犯有权会见其近亲属。罪犯申请会见并提供具体联系方式的，人民法院应当通知其近亲属。罪犯近亲属申请会见的，人民法院应当准许，并及时安排会见。
北京著名刑辩律师孙中伟告诉记者，让不让死刑犯见家属，在最高法院死刑复核裁定下达前，决定权在关押死刑犯的看守所手中。目前，国内有少数地方的看守所会有内部规定，允许死刑犯见家属。至于在什么时候见，见面时间为多长，看守所会有内部规定。
2003年，北京市高级人民法院出台《关于死刑犯与近亲属会见的实施意见（暂行）》，该意见规定:可以申请会见死刑犯的“近亲属”包括：死刑犯的配偶、父母、子女、兄弟姐妹、祖父母、外祖父母、孙子女、外孙子女。死刑犯在执行死刑前会见近亲属只安排一次，参与会见的近亲属一般不超过两人。会见应遵守双方自愿的原则，法院不违背任何一方的意愿安排会见。

### 行刑方式选择
孙中伟律师称，刚开始试点注射死刑时，可能会通过这种方式对一个职务犯罪前高官执行死刑，但目前注射死刑已经在中国推行了十多年，执行死刑的方式通常都不太会根据罪名不同而区别对待，通常都是一批死刑犯在执行时按照同一种方式执行。

### 摘取器官移植
孙中伟律师告诉记者，最高人民法院有一个死刑执行的内部程序，在死刑执行完毕后，法警还必须监督遗体送到殡仪馆，监督遗体火化。火化后，交到家属手中的是骨灰，无法证明器官流向。

## 曾案定罪量刑实体问题评析

### 罪名
1996年最高人民法院《关于审理诈骗案件具体应用法律的若干问题的解释》第三条规定：
集资诈骗罪中的“诈骗方法”是指行为人采取虚构集资用途，以虚假的证明文件和高回报率为诱饵，骗取集资款的手段；行为人具有下列情形之一的，应当认定其行为属于“以非法占有为目的，使用诈骗方法非法集资”：
（1）携带集资款逃跑的；
（2）挥霍集资款，致使集资款无法返还的；
（3）使用集资款进行违法犯罪活动，致使集资款无法返还的；
（4）具有其他欺诈行为，拒不返还集资款，或者致使集资款无法返还的。
2001年最高人民法院《全国法院审理金融犯罪案件工作座谈会纪要》将集资诈骗罪中的“非法占有目的”解释为：
（1）明知没有归还能力而大量骗取资金的；
（2）非法获取资金后逃跑的；
（3）肆意挥霍骗取资金的；
（4）使用骗取的资金进行违法犯罪活动的；
（5）抽销毁账目，或者搞假破产、假倒闭，以逃避返还资金的；
（7）其他非法占有资金，拒不返还的行为。

### 是否单位犯罪
非法吸收公众存款罪的最高档次刑罚为“三年以上十年以下有期徒刑”，而自然人犯集资诈骗罪的最高法定刑为死刑。湘西非法集资案中，多家公司的非法吸收公众存款案被认定为单位犯罪。
陈兴良、张明楷、曲新久等法学家出具的《专家论证意见》认为：
“三馆公司对外集资的决策由公司集体做出或者公司负责人依据公司决策程序做出，集资所得款归单位使用，应认定集资行为系单位行为，构成单位犯罪，而不能认定为自然人犯罪。

### 高利贷问题
法院认为：
为了最大量地集资，曾成杰反复多次提高三馆公司的非法集资利率。从2003年11月至2008年8月，曾成杰将集资利率从月息1.67%逐渐提高至10%。同时曾成杰还给三馆公司员工布置了集资任务，为鼓励员工对外揽资，曾成杰决定对员工按揽资额6%进行奖励。

罪犯曾成杰以非法占有为目的，以高额利息为诱饵，使用诈骗方法面向社会公众非法集资，其行为已构成集资诈骗罪。在集资诈骗共同犯罪中，曾成杰起组织、指挥作用，系罪行为严重的主犯。

### 曾家是否侵吞或挥霍集资款
法院认为：
曾成杰使用集资款以他人名义投资和成立公司，随意支取公司资金等转移公司资产，集资总额34.52亿余元，但是实际投入工程项目支出只有5.56亿余元，占集资总数16.12%。集资资金被曾成杰以他人名义投资公司、项目或直接转移资产共计2.64亿余元，个人隐匿占有大额集资款1530万元，将资产转移到邓友云名下1991.768万元，（其长女曾正）直接套取731.99万元。

### 所谓危害后果的事实与责任
法院认为：
曾成杰集资诈骗数额特别巨大、造成集资户大量财产损失，既严重破坏国家金融管理秩序，又严重侵犯公民财产权，并且严重影响当地社会稳定，罪行极其严重，应依法惩处。

#### 经济损失方面
法院认为：
自2003年11月15日至2008年9月30日，曾成杰等人以邵阳市建筑安装工程公司驻吉首开发部、三馆公司的名义面向不特定社会公众非法集资总金额34.52亿余元，集资涉及人数24238人，集资累计57759人次，仍有17.71亿余元的集资本金未归还。集资总额减去还本付息的金额后，曾成杰集资诈骗金额为8.29亿余元，造成集资户经济损失共计6.2亿元。

#### 社会动乱方面
2013年7月14日，湖南省高级人民法院新闻发言人曾鼎新接受新华社专访时的口径：
2008年7月，三馆公司集资款退本付息出现困难。2007年10月和2008年7月，吉首市房地产商会和吉首市政府分别开会要求集资企业降息自救，并要签订协议执行，曾成杰拒绝签订协议，同时为应付政府检查，要求工作人员在给集资户开认筹书时将一份改为两份，表面上降息实际上没有降息。同年8月中旬，因资金链断裂，三馆公司无法足额兑付集资户的集资本息。同年9月上旬，三馆公司停止向集资户还本付息，引发了当地多起群体性事件和恶性案件。

### 量刑公平性
枪决曾成杰几天前，7月8日，“中国高铁之父”、原铁道部部长刘志军被以受贿罪（大部分“受贿”数额属于刘志军试图行贿最高层以解救下属而由丁书苗出资的款项）判处死缓。bxx网民“做天下的主人”说：
刘志军被判死缓，商人曾成杰被枪决；死刑非少杀慎杀，而是对谁而杀。

## 曾成杰案的影响

### 经济和社会影响
何兵、程凌虚等人评论，曾成杰之死将成为中国内地民营企业家新一轮向海外移民和转移资本的潮流的开端。

## 相关人物

### 亲属
- 妻：邓友云，原系湖南三馆房地产开发集团有限公司法定代表人、董事长，同案被以非法吸收公众存款罪二审判处有期徒刑5年6个月。
- 长女：曾正，原系三馆公司财务部出纳、审计，同案被以集资诈骗罪二审判处有期徒刑7年。
- 子：曾贤，曾当兵。
- 次女：曾珊，五年间奔波于京湘为父鸣冤，2013年大学毕业。

### 同事
- 多名三馆公司其他管理人员因集资案被判刑。

### 怨仇关系人
- 时任中共吉首市委副书记、市长宋清宏，因曾成杰未按政府统一要求停止向出资者支付利息，两人发生争执。
- 吉首市商人朱建华，工程款纠纷败诉于曾成杰后，诬曾雇凶伤人陷其入狱；曾出狱后，朱建华向政府和社会大规模诽谤曾，后被曾成杰告赢名誉权官司。

### 涉案官员
- 湘西集资问题处置、曾案两审死刑判决时湖南省主要负责人，现为党和国家领导人：
  - 张春贤
  - 周强
- 时任中共湖南省委政法委书记、湖南省公安厅厅长：李江

## 相关事例
- 让领导先走：克拉玛依友谊馆火灾
- 民间融资/非法集资：蚁力神事件、吴英案
- 疑似黑打占财灭口：重庆打黑、仰融案、袁宝璟案
- 李旺阳事件、唐慧劳教案
- 2013年7月12日曾成杰被枪决，同月中国热点案件：
  - 薄熙来案、刘志军案、李天一案
  - 湖南：永州唐慧案、临武城管打死小贩警察抢尸事件

### 诉讼文献

#### 法院文书
1. 1 2  2011年5月20日《湖南省长沙市中级人民法院（2010）长中刑初字第0029号刑事判决书》。全文查阅于[來源請求]
2. 1 2 3  2011年12月26日湖南高院曾成杰案合议庭审判长昌梦辉、代理审判员李世锋、代理审判员尹玄海：《湖南省高级人民法院（2011）湘高法刑二终字第60号刑事判决书》。全文查阅于[來源請求]
3. ↑  2010年6月23日，湖南省长沙市中级人民法院致湖南省人民检察院公函《关于被告人曾成杰等集资诈骗一案补充侦查的建议》。全文查阅于[來源請求]
4. 1 2  2013年7月12日《湖南省长沙市中级人民法院长中法布（2012）第2号布告》。查阅于
5. 1 2  2013年7月12日《湖南省长沙市中级人民法院（2012）刑二执43282497号死刑执行通知》
6. ↑  2013年6月14日最高人民法院刑事审判第二庭曾成杰死刑复核案合议庭审判长牛克乾、代理审判员马宇舟、代理审判员康瑛：《中华人民共和国最高人民法院（2012）刑二复43282497号刑事裁定书》。
7. ↑  2013年，中华人民共和国最高人民法院院长周强《执行死刑命令》。查阅于[來源請求]

#### 控方材料
1. ↑  湖南省长沙市人民检察院致湖南省长沙市中级人民法院《起诉书》。全文查阅于[來源請求]
2. ↑  2008年12月17日，湖南省华信司法鉴定所出具：《关于湖南省三馆房地产开发集团有限公司及关联公司集资相关事项司法会计鉴定意见书》。全文查阅于[來源請求]

#### 辩方材料
1. ↑  2012年5月12日，北京师范大学刑事法律科学研究院疑难刑事问题研究咨询专家委员会高铭暄、周道鸾、储槐植、赵秉志、陈兴良、卢建平：《曾成杰涉嫌集资诈骗案专家论证法律意见书》。查阅于
2. ↑  2011年9月21日，王少光：曾成杰案二审辩护词。查阅于

### 法律法规

#### 法律
1. ↑  1979年7月1日五届全国人大二次会议通过，1979年7月5日全国人大常委会委员长令第三号公布，1983年9月2日、1986年12月2日、2006年10月31日全国人大常委会修改：《中华人民共和国人民法院组织法》。查阅于

#### 行政法规
- 1998年6月30日国务院第5次常务会议通过：《非法金融机构和非法金融业务活动取缔办法》，1998年7月13日《中华人民共和国国务院令》第247号发布。查阅于[來源請求]
  - 2011年修改版（修改根据：2010年12月29日国务院第138次常务会议通过：《国务院关于废止和修改部分行政法规的决定》，2011年1月1日《中华人民共和国国务院令》第588号公布，自发布之日起施行。查阅于[來源請求]）

#### 司法解释
1. ↑  2012年11月5日最高人民法院审判委员会第1559次会议通过：《最高人民法院关于适用〈中华人民共和国刑事诉讼法〉的解释》（法释〔2012〕21号）。查阅于

### 相关公文
1. ↑  1993年8月20日最高人民法院审判委员会第590次会议通过，1993年9月11日法发〔1993〕23号文件印发：《最高人民法院审判委员会工作规则》。查阅于[來源請求]
2. ↑  2007年3月9日最高人民法院、最高人民检察院、公安部、司法部印发：《关于进一步严格依法办案确保办理死刑案件质量的意见》（法发〔2007〕11号）。查阅于

- 1990年4月2日中国共产党中央委员会《中共中央关于维护社会稳定加强政法工作的通知》（[1990]中发6号）查阅于[來源請求]
- 1994年7月17日湖南省政法委、高级人民法院、检察院、公安厅、财政厅《关于赃款赃物随案移送若干问题的通知》（湘政法〔1994〕20号）。查阅于[來源請求]
- 1995年《最高人民法院研究室关于赃款赃物随案移送和处理问题的答复》（法明传〔1995〕191号）。查阅于[來源請求]
- 2007年1月8日中华人民共和国国务院《国务院关于同意建立处置非法集资部际联席会议制度的批复》（国函〔2007〕4号）。查阅于 （页面存档备份，存于）
- 2008年处置非法集资部际联席会议《处置非法集资工作操作流程（试行）》（处非联发〔2008〕4号）。查阅于[來源請求]

### 涉案官员资料
- 周强：简历 （页面存档备份，存于）
  - 湖南时期活动：人民网报道集 （页面存档备份，存于）、新华网报道集 （页面存档备份，存于）

## 延伸阅读
- 律师带出的曾成杰给他子女的遗书

- 2012年8月23日，卞元：曾成杰何以定性集资诈骗罪判处死刑？，尚权刑辩网

- 2013年7月15日，泉野：舆论场：曾成杰之死 周强的梦魇，多维新闻网（被封锁）。亦可查阅于 （页面存档备份，存于）

- 2013年7月17日，京衡律师集团主任陈有西：曾成杰:国进民退祭坛上的羔羊，陈有西学术网
- 2013年7月18日，陈有西：集资诈骗罪为何成为民营企业家的“专属”罪名 （页面存档备份，存于），南方周末

### 曾家及辩方
- 曾成杰：
  - 《刑事上诉书·前言》 （页面存档备份，存于）
  - 2011年4月28日《紧急情况汇报》 （页面存档备份，存于）

- 曾珊：曾成杰之女的新浪微博、新浪博客 （页面存档备份，存于）、网易博客、湘妹救父网站 （页面存档备份，存于）
  - 曾成杰其人其事： （页面存档备份，存于）
  - 证据目录及案件材料： （页面存档备份，存于）
  - 2013年6月25日《致最高人民法院院长周强的一封信》
  - 2013年7月3日《我父亲曾成杰的三馆公司资产——让数字说话》

- 二审起辩护律师王少光：
  - 《案情简介及不该判死的几点理由——曾成杰的辩护律师王少光》 （页面存档备份，存于）

### 司法机关
- 中华人民共和国最高人民法院
  - 最高人民法院审判委员会组成人员
  - 人民法院报：人民法院报的新浪微博
- 湖南省高级人民法院
- 湖南省长沙市中级人民法院
  - 长沙市中级人民法院的新浪微博

### 网站专题
- 2013年7月15日，腾讯评论《今日话题》第2489期《死刑犯曾成杰：从“辉煌传奇”到“罪大恶极” （页面存档备份，存于）》